# Le Peuple de la liberté
Le Peuple de la liberté (en italien : Il Popolo della Libertà, PdL) est une coalition politique italienne de centre droit devenu un parti politique. Lancée par Silvio Berlusconi sous le nom de Parti du peuple de la liberté en vue des élections générales de 2008, la coalition réunit son parti, Forza Italia, et l'Alliance nationale. Ces deux partis fusionnent en 2009 pour former une seule formation. 
En 2013, Berlusconi décide de dissoudre le PdL dans Forza Italia, fraîchement reconstitué, et toutes les charges du Peuple de la liberté sont supprimées afin de permettre la renaissance du parti sous l'ancien nom, ce qui est officiel lors du conseil national du 16 novembre 2013 où une cinquantaine de parlementaires quittent l'ancien PdL.

## Historique

### Création

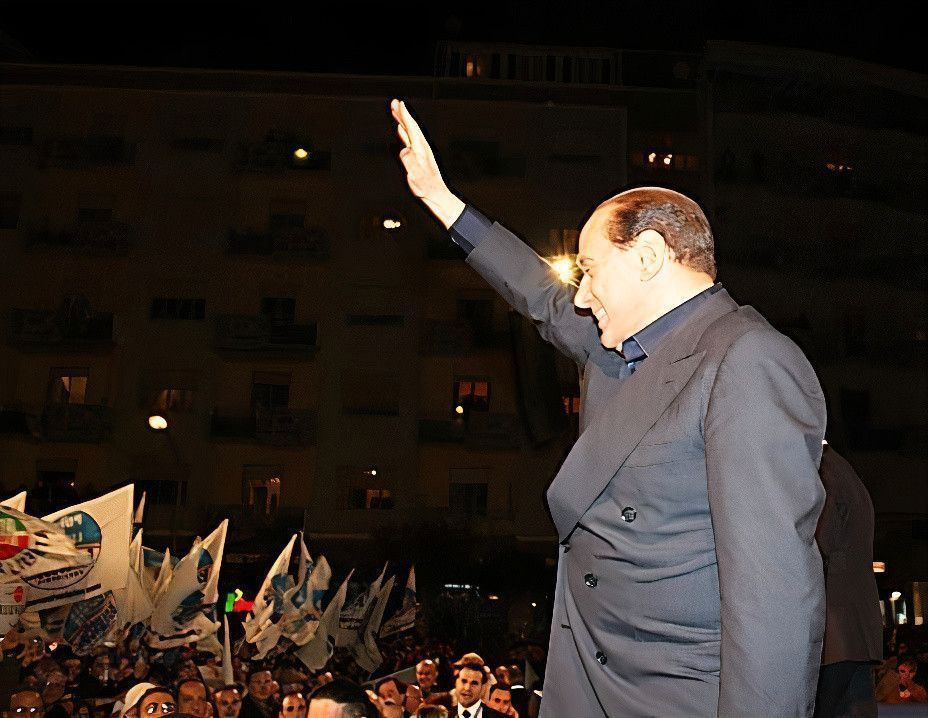
Silvio Berlusconi en campagne pour les élections générales de 2008.

Parallèlement à la création du Parti démocrate au centre gauche, Silvio Berlusconi décide de transcender le cadre traditionnel de son parti Forza Italia pour rassembler dans un grand parti unitaire le centre droit et la droite. Annoncé le 18 novembre 2007 et lancé en tant que coalition électorale le 28 février 2008 en vue des élections générales, il devient officiellement parti politique lors de son Ier congrès, qui se tient du 27 au 29 mars 2009 à Rome.
Le Peuple de la liberté est né de la fusion de deux grands partis italiens : Forza Italia (centre-droit) et Alliance nationale (extrême-droite néo-fasciste), ainsi que de quelques petites formations, à l'exception notable de l'UDC, la principale formation centriste en Italie, jusque-là alliée traditionnelle de Silvio Berlusconi. Avant la formalisation de ce parti unitaire, la plupart de ces partis politiques avaient concouru sous une bannière commune lors de nombreuses élections depuis le milieu des années 1990 : Pôle des libertés et Maison des libertés.
Lors du congrès consacrant la naissance du PDL, Silvio Berlusconi affirme que « la naissance du Peuple de la liberté comble un vide de l'histoire politique italienne », lui offrant « une vraie révolution libérale pour une démocratie inachevée ». Il tracera la ligne politique de sa nouvelle formation : changer la constitution pour s'octroyer plus de pouvoirs au détriment des parlementaires, des juges et des syndicats; baisser les impôts ainsi que conforter son ostracisme forcenée à l'égard de toute la gauche et des écologistes. Ce congrès s'achèvera par une désignation (autoproclamation dans les faits) qualifiée d'élection à l'unanimité « par acclamation » de Silvio Berlusconi à la tête du Peuple de la liberté.

### Dénomination
Lancé sous le nom de « Parti du peuple de la liberté », le nom du parti a finalement été choisi par référendum, de préférence à « Parti de la liberté ».

### Crise interne de 2010

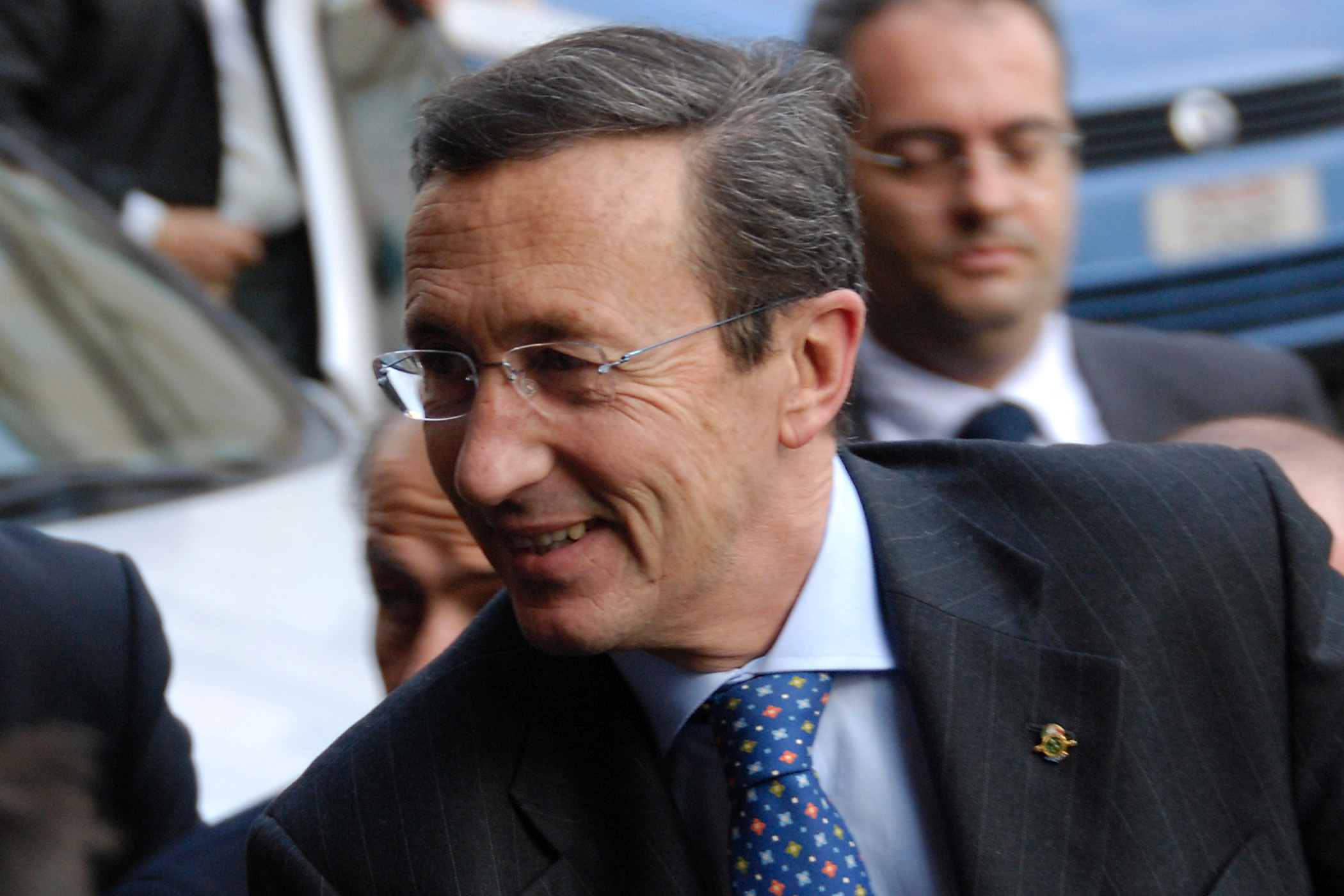
Gianfranco Fini, président de la Chambre des députés.

En avril 2010, peu avant la réunion de la direction nationale, la toute première depuis la création du mouvement, s'installe une crise profonde entre Gianfranco Fini, président de la Chambre des députés et officieusement numéro 2, et Berlusconi le leader du parti. Fini est mis en nette minorité (11 membres de la direction s'opposent au texte présenté par la majorité qui interdit toute forme de courant, toute voix discordante à l'intérieur du parti alors que Fini demandait notamment au parti de se démarquer davantage de la Ligue du Nord).
La crise s'aggrave le 29 juillet 2010 : Silvio Berlusconi défère trois des plus fidèles députés alliés à Fini devant une commission d'exclusion et invite celui-ci à abandonner la présidence de la Chambre des députés (ce qui n'est pas prévu par les textes). Le lendemain, Gianfranco Fini annonce la fondation d'un nouveau parti, assurant néanmoins vouloir rester « fidèle au gouvernement et aux engagements pris avec les électeurs du PdL ». En plus de Fini, 32 députés et 10 sénateurs quittent le PdL pour adhérer à un nouveau groupe parlementaire à la Chambre des députés et au Sénat, Futur et liberté pour l'Italie. Ce groupe parlementaire décide de se constituer en mouvement politique et demande la démission de Berlusconi (et obtient le retrait des 3 représentants de FLI au sein du son gouvernement). Le 14 décembre 2010, la défection de trois membres de FLI permet à Berlusconi d'obtenir de justesse la confiance à la Chambre des députés.

### Nouvelle organisation en 2011
Après l'échec de la droite aux élections municipales et provinciales (avec notamment la perte de Milan) et la victoire du « oui » au référendum abrogatif, Silvio Berlusconi nomme Angelino Alfano numéro deux du PdL et déclare qu'il souhaite le voir lui succéder à la présidence du Conseil. Le 8 juillet 2011, lors d'un entretien accordé à La Repubblica, Berlusconi annonce qu'il ne briguera pas à nouveau la tête du gouvernement en 2013, ni la présidence de la République, notamment en raison de son âge. Le gouvernement Berlusconi IV n'obtenant plus que la majorité relative (308) en novembre 2011, il démissionne, le PdL n'ayant plus que 212 députés, en forte baisse depuis le début de la législature. Cependant Berlusconi et Alfano annoncent leur appui au gouvernement Monti, nommé le 13 novembre 2011, après avoir vainement insisté pour que Gianni Letta en fasse également partie. Après l'investiture de Mario Monti, les sondages (Demos, Atlas politique no 31) lui donnent moins de 25 % (à comparer aux 35 % obtenus aux européennes en 2009 et aux 37 % aux législatives en 2008). Lors des élections municipales italiennes de 2012, premier test après ce changement, le PDL subit un important revers, perdant la quasi-totalité des chefs-lieux et des grandes villes, souvent dès le premier tour, comme à Gênes ou à Palerme.

## 2012 et 2013
Pendant l'année 2012, le PdL soutient le gouvernement Monti en lui accordant la confiance à chaque vote jusqu'en décembre 2012 mais connait une crise de leadership qui aurait dû se conclure par des primaires en fin d'année sur le modèle du succès des primaires d'Italie. Bien commun, celles de la gauche. Constatant l'appel d'air, Alfano retire le 6 décembre 2012 son soutien au gouvernement technique et Berlusconi décide de revenir sur la scène en se portant candidat pour la 6e fois aux fonctions de président du Conseil. Ce retrait entraîne les démissions de Mario Monti (rendues officielles le 21 décembre) sans qu'un vote formel de défiance n'ait eu lieu. Lors des élections générales italiennes de 2013, le PdL dépasse 20 % des voix en perdant près de 8 millions de voix par rapport aux précédentes élections de 2008. Néanmoins cette défaite est vécue comme un succès car la coalition du PdL avec d'autres partis de droite termine à moins de 150 000 voix de la coalition de centre-gauche et obtient un score nettement supérieur aux intentions de vote de décembre 2012, avant que Silvio Berlusconi ne reprenne le leadership. En même temps, le candidat Roberto Maroni soutenu par le PdL remporte les élections régionales en Lombardie, une région considérée comme l'épicentre de l'économie Italienne.
Cinq membres du PDL sont nommés ministres dans le gouvernement Letta (Angelino Alfano à l'Intérieur, Gaetano Quagliariello aux Réformes constitutionnelles, Nunzia De Girolamo à l'Agriculture, Maurizio Lupi aux Transports et Beatrice Lorenzin à la Santé), rassemblant le centre-gauche, le centre et la droite. Le 28 septembre, ceux-ci présentent leur démissions pour protester contre la possible destitution de Silvio Berlusconi de son mandat de sénateur, non sans formuler, pour certains d'entre eux, des critiques à l'égard des « mauvais conseillers » de l'ancien président du Conseil et de fustiger le risque d'une crise politique, autant parce qu'elle pourrait mener à la chute du gouvernement, autant parce qu'elle divise le PDL entre modérés et jusqu'au-boutistes. Ces cinq ministres rejoignent le Nouveau Centre-droit lors de la création de Forza Italia.

## Composantes
- Forza Italia, le parti fondé par Silvio Berlusconi en 1994
- Alliance nationale (la plus grande partie de cette composante fonde par la suite Futur et liberté pour l'Italie en 2010 en se dissociant nettement du PdL et en s'organisant autour d'un 3e pôle)

ainsi que d'autre petits groupes, qualifiés de « partis mineurs » par les instances dirigeantes :
- la Démocratie chrétienne pour les autonomies (DCA)
- ce qui reste du Nouveau PSI (la majorité ayant rejoint le Parti socialiste reconstitué en 2008)
- le Parti républicain italien (PRI) dont de nombreux dirigeants quittent ensuite le PdL
- les Libéraux-démocrates qui ont ensuite quitté le mouvement, à l'exception de Lamberto Dini

La Démocratie chrétienne de Giuseppe Pizza, les Populaires libéraux, Action sociale, le Parti des retraités (qui a quitté depuis le parti) ainsi que Fortza Paris en font également partie.
Le comité constitutif (en italien, Comitato costituente) est composé de 100 membres, tous parlementaires, ainsi répartis :
- Forza Italia, 55 membres
- Alliance nationale, 30 membres
- Partis mineurs :
  - Démocratie chrétienne pour les autonomies : trois membres ;
  - Nouveau PSI : deux membres ;
  - Action sociale : un membre (Alessandra Mussolini);
  - Parti républicain italien : un membre (Francesco Nucara) ;
  - Réformateurs libéraux : un membre (Benedetto Della Vedova) ;
  - Parti des retraités : un membre (Carlo Fatuzzo) ;
  - Personnalités : Carlo Giovanardi (Populaires libéraux), Lamberto Dini, Sergio De Gregorio (Italiens dans le monde), Giuseppe Pizza, Mario Baccini (ancien Rose pour l'Italie, fondateur de la Fédération des chrétiens populaires), Luciano Buonocore (Droite libertaire).

## Organigramme
- Président : Silvio Berlusconi

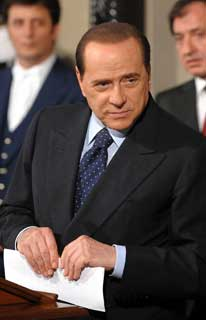
Silvio Berlusconi, ancien président du Conseil et actuel président du Peuple de la liberté.

- Secrétaire politique national (créé le 1er juillet 2011) : Angelino Alfano
- Coordination nationale : Sandro Bondi, Ignazio La Russa[13], Denis Verdini
- Porte-parole national : Daniele Capezzone (depuis le 9 avril 2009)
- Président de groupe à la Chambre des députés : Renato Brunetta
- Président de groupe au Sénat : Renato Schifani (démissionnaire en novembre 2013)
- Président de la délégation au Parlement européen : Mario Mauro[14] puis Roberta Angelilli

## Résultats électoraux

### Chambre des députés
| Année | Voix       | %    | Rang | Sièges    |
| ----- | ---------- | ---- | ---- | --------- |
| 2008  | 13 629 096 | 37,4 | 1er  | 276 / 630 |
| 2013  | 7 332 667  | 21,6 | 3e   | 98 / 630  |

### Sénat
| Année | Voix       | %    | Rang | Sièges    |
| ----- | ---------- | ---- | ---- | --------- |
| 2008  | 12 678 790 | 38,0 | 1er  | 146 / 315 |
| 2013  | 6 829 135  | 22,3 | 3e   | 98 / 315  |

### Parlement européen
| Année | Voix       | %    | Rang | Sièges  |
| ----- | ---------- | ---- | ---- | ------- |
| 2009  | 10 807 794 | 35,3 | 1er  | 29 / 72 |